# Minoru Kobata
Minoru Kobata (n. 24 noiembrie 1946) este un fost fotbalist japonez.

## Statistici
| Japonia | Japonia | Japonia |
| An      | Meciuri | Goluri  |
| ------- | ------- | ------- |
| 1970    | 11      | 0       |
| 1971    | 0       | 0       |
| 1972    | 0       | 0       |
| 1973    | 2       | 0       |
| Total   | 13      | 0       |